# Wolfheart
Wolfheart ist eine finnische Metal-Band aus Lahti, die 2012 gegründet wurde.

## Geschichte
Nachdem Tuomas Saukkonen 2012 verkündet hatte, seine bisherigen Bands Before the Dawn, Black Sun Aeon, Dawn of Solace und RoutaSielu aufzulösen, konzentrierte er sich ab Ende des Jahres auf sein neues Projekt Wolfheart. Die Auflösung der bisherigen Bands fand am 23. Februar 2013 statt. Auf dem ersten Album Winterborn, das 2013 in Eigenveröffentlichung erschien, spielt Saukkonen alle Instrumente selbst, wobei er auch den Gesang übernimmt. Als Gastmusiker ist Mika Lammassaari von Eternal Tears of Sorrow und Mors Subita zu hören, welcher Gitarren-Soli beisteuerte. 2014 und 2015 wurden nationale Auftritte zusammen mit Shade Empire und Finntroll, eine erste Europatournee mit Swallow the Sun sowie ein Auftritt mit Sonata Arctica in Tokio abgehalten. Außerdem nahm die Gruppe an skandinavischen und weiteren europäischen Festivals wie dem Summer Breeze 2014 teil. 
2015 erschien über Spinefarm Records das zweite Album Shadow World. Bereits Anfang 2016 begann die Band mit den Arbeiten zum dritten Album in den Petrax Studios. Dabei war die Band nur wenig live aktiv, um sich hierauf konzentrieren zu können. Jedoch war sie 2016 erneut auf dem Summer Breeze vertreten. Im Januar 2017 ging es mit Insomnium und Barren Earth auf Tour durch Europa. Anfang März 2017 erschien über Spinefarm Records das dritte Album Tyhjyys. Im Herbst 2023 absolvierte die Band ihre erste Headlinertour durch Europa unterstützt von Before the Dawn und Hinayana.

## Stil
Stephan Möller von Metal.de schrieb in seiner Rezension zu Winterborn, dass die Musik weniger doomlastig als die von Black Sun Aeon klingt und keine Einflüsse aus dem Gothic Rock besitze. Das Album sei atmosphärisch, emotional und melodisch und sei voller Moll-Harmonien. Die Songs hätten eine melancholische und sehnsüchtige Stimmung. Frank Wilkens von metalnews.de bemerkte, dass Shadow World sowohl schnelle als auch melancholisch behäbige Momente liefere. Die Musik sei für Leute geeignet, denen „MOONSORROW zu faul und IN FLAMES schon lange nicht mehr bissig genug sind“. Die Lieder seien meist komplex strukturiert. Nana von burnyourears.de schrieb in ihrer Rezension zu Tyhjyys, dass die Band selbst ihre Musik „Winter Metal“ nennt, was für sie „Nordic-Death Metal gepaart mit Doom und Black Metal in einem melodischen und zugleich cineastischen Komplex“ sei. Der Gesang sei guttural, die Texte seien bis auf das finnische Titellied auf Englisch.

## Diskografie

### Studioalben
| Jahr | Titel Musiklabel                                 | Höchstplatzierung, Gesamtwochen, AuszeichnungChartplatzierungen (Jahr, Titel, Musiklabel, Platzierungen, Wochen, Auszeichnungen, Anmerkungen) | Höchstplatzierung, Gesamtwochen, AuszeichnungChartplatzierungen (Jahr, Titel, Musiklabel, Platzierungen, Wochen, Auszeichnungen, Anmerkungen) | Höchstplatzierung, Gesamtwochen, AuszeichnungChartplatzierungen (Jahr, Titel, Musiklabel, Platzierungen, Wochen, Auszeichnungen, Anmerkungen) | Anmerkungen |
| Jahr | Titel Musiklabel                                 | FI | DE | CH | Anmerkungen |
| ---- | ------------------------------------------------ | --- | --- | --- | --- |
| 2013 | Winterborn Eigenveröffentlichung                 | FI7 (2 Wo.)FI | — | — | Erstveröffentlichung: 2013 Erscheinungsformate: CD, 2x12”-Vinyl Produzent: Tuomas Saukkonen (SoundSpiral Studio)          |
| 2015 | Shadow World Spinefarm Records (Universal Music) | FI6 (2 Wo.)FI | — | — | Erstveröffentlichung: 21. August 2015 Erscheinungsformate: CD, 12”-Vinyl Produzent: Tuomas Saukkonen (SoundSpiral Studio) |
| 2017 | Tyhjyys Spinefarm Records (Universal Music)      | FI8 (2 Wo.)FI | — | CH67 (1 Wo.)CH | Erstveröffentlichung: 3. März 2017 Erscheinungsformate: CD, 12”-Vinyl Produzent: Tuomas Saukkonen (SoundSpiral Studio)    |
| 2018 | Constellation of the Black Light Napalm Records  | FI15 (1 Wo.)FI | — | CH98 (1 Wo.)CH | Erstveröffentlichung: 28. September 2018 Erscheinungsformate: CD, 12”-Vinyl Produzent: Tuomas Saukkonen (Petrax Studios)  |
| 2020 | Wolves of Karelia Napalm Records                 | FI8 (1 Wo.)FI | DE73 (1 Wo.)DE | CH45 (1 Wo.)CH | Erstveröffentlichung: 10. April 2020 Erscheinungsformate: CD, 12”-Vinyl Produzent: Tuomas Saukkonen (Petrax Studios)      |
| 2022 | King of the North Napalm Records                 | FI12 (1 Wo.)FI | — | CH70 (1 Wo.)CH | Erstveröffentlichung: 16. September 2022                                                                                  |
| 2024 | Draconian Darkness Reigning Phoenix Music        | FI15 (1 Wo.)FI | — | — | Erstveröffentlichung: 6. September 2024                                                                                   |

### EPs
- 2021: Skull Soldiers (12”-Vinyl, Napalm Records)

### Singles
- 2013: The Hunt (CD, Eigenveröffentlichung)
- 2015: Fire and Ice (7”-Vinyl, Decibel Records)
- 2016: Boneyard (MP3, Universal Music Group)
- 2017: The Flood (MP3, Universal Music Group)
- 2017: The Black Light (MP3, Napalm Records)

### Musikvideos
- 2015: The Hunt (Regie/Produktion: Valtteri Hirvonen / OneManArmy Productions)
- 2015: Aeon of Cold (Regie/Produktion: OneManArmy Productions)
- 2015: Zero Gravitiy (Regie/Produktion: OneManArmy Productions)
- 2016: Boneyard (Regie/Produktion: Tuomas Saukkonen / Winternotes Production)
- 2017: The Flood (Regie/Produktion: Tuomas Saukkonen / Winternotes Production)
- 2017: World On Fire (Regie/Produktion: Tuomas Saukkonen / Winternotes Production)
- 2018: The Saw
- 2018: The Breakwater (Regie/Produktion: Tuomas Saukkonen / Winternotes Production)
- 2019: Everlasting Fall
- 2020: Ashes
- 2020: Hail of Steel (Regie/Produktion: Tuomas Saukkonen / Winternotes Production)
- 2020: The Hammer
- 2020: Horizon On Fire
- 2021: Skull Soldiers (mit Pedro Solovey)
- 2022: Ancestor
- 2022: The King
- 2023: Iku-Turso (Regie/Produktion:  Valtteri Hirvonen / Winternotes Production)
- 2024: Grave (Regie/Produktion:  Valtteri Hirvonen / Winternotes Production)
- 2024: Evenfall
- 2024: Trial By Fire (Regie/Produktion:  Valtteri Hirvonen / Winternotes Production)